# 麦田河
麦田河，位于中国云南省东北部，是西江南盘江段右岸支流，发源于马龙县纳章镇南部牛头山东麓，向北流至纳章镇后转西南流，经马龙县大庄乡和宜良县九乡彝族回族乡，于九乡铁厂村南入南盘江干流上的柴石滩水库。全长64公里，落差710米，流域面积517.9平方公里。麦田河下游右岸有中国国家级风景名胜区－九乡风景名胜区，景区拥有著名的九乡溶洞。麦田河还是麦田河金线鲃（Sinocyclocheilus maitianheensis）的模式产地。